# Hrabstwo James City

Piramida wieku hrabstwa

Hrabstwo James City – hrabstwo w USA, w stanie Wirginia, według spisu z 2000 roku liczba ludności wynosiła 60867. Siedzibą hrabstwa jest Williamsburg.

## Geografia
Według spisu hrabstwo zajmuje powierzchnię 465 km², z czego 428 km² stanowią lądy, a 37 km² – wody.